# 버지니아 발리

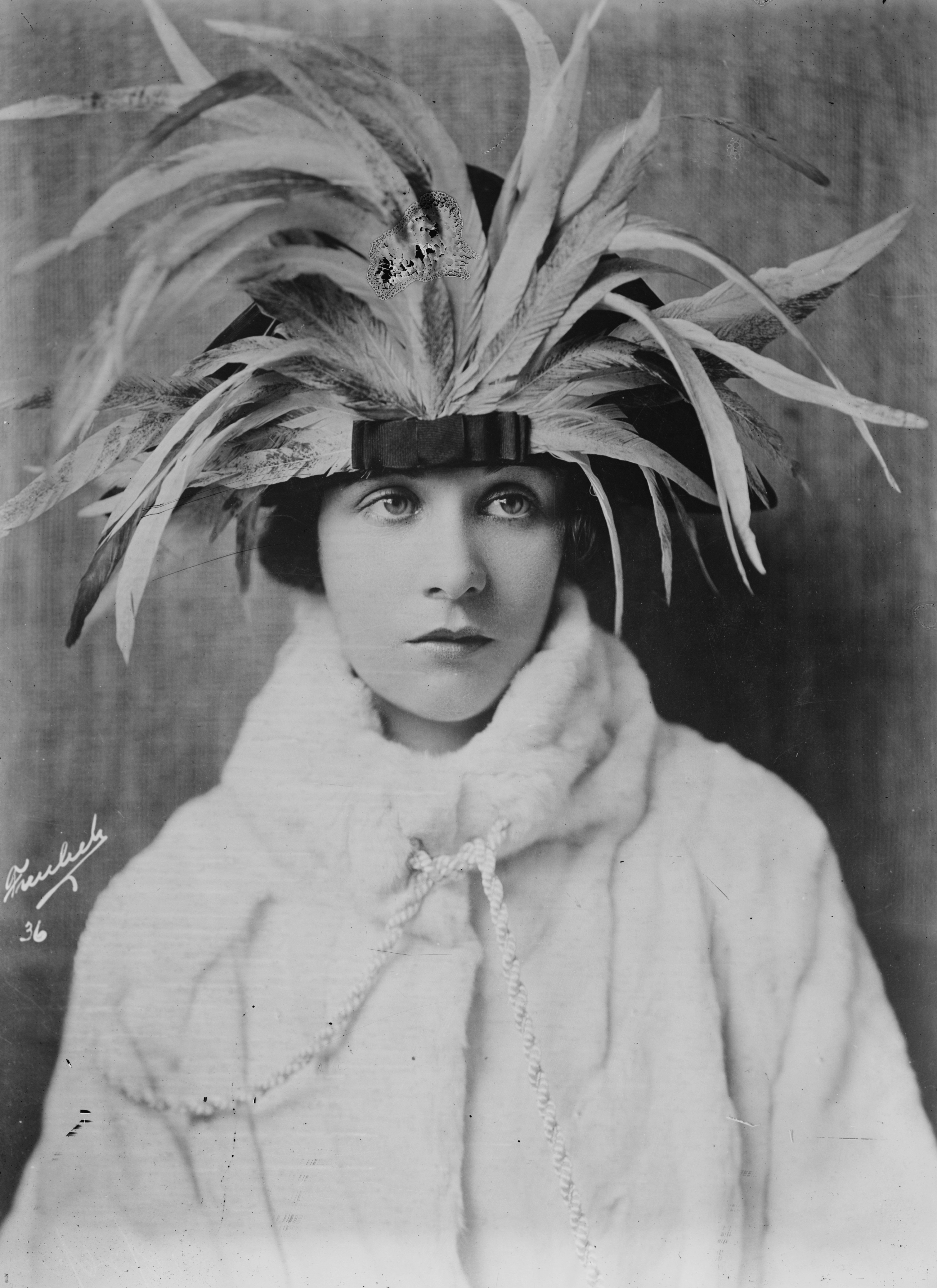

버지니아 발리(Virginia Valli, 1898년 6월 10일 ~ 1968년 9월 24일)는 미국의 연극 배우, 영화배우이다.
시카고에서 태어났으며 팜스프링스에서 사망하였다. 사인은 뇌졸중이다. 리버사이드 군에 매장되었다.

## 영화
- 페이드 투 러브 (1927년)
- 더 시그널 타워 (1924년)
- 와일드 오렌지 (1924년)
- 더 빌리지 블랙스미스 (1922년)